# Monastero Bormida

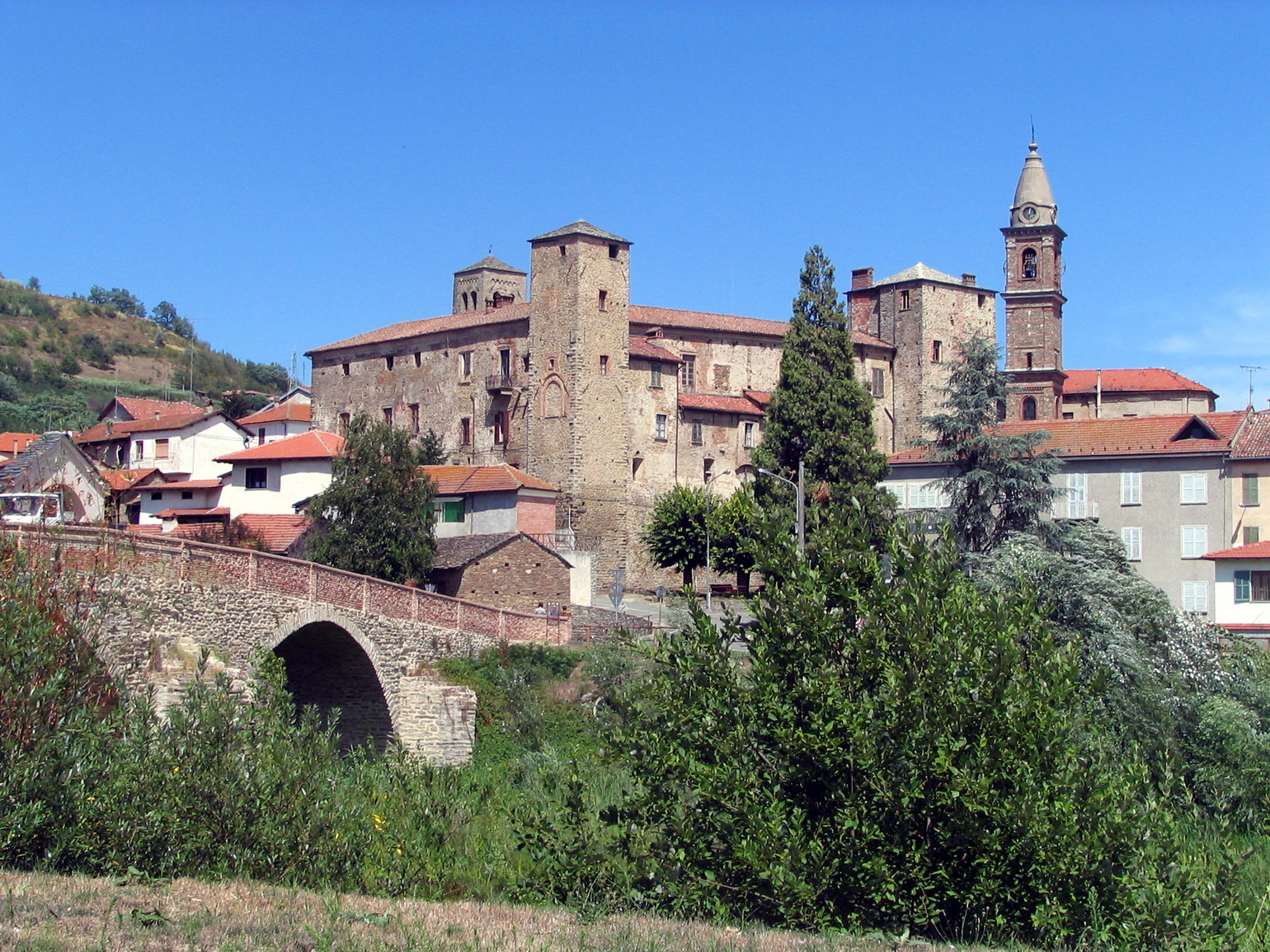
Monastero Bormida

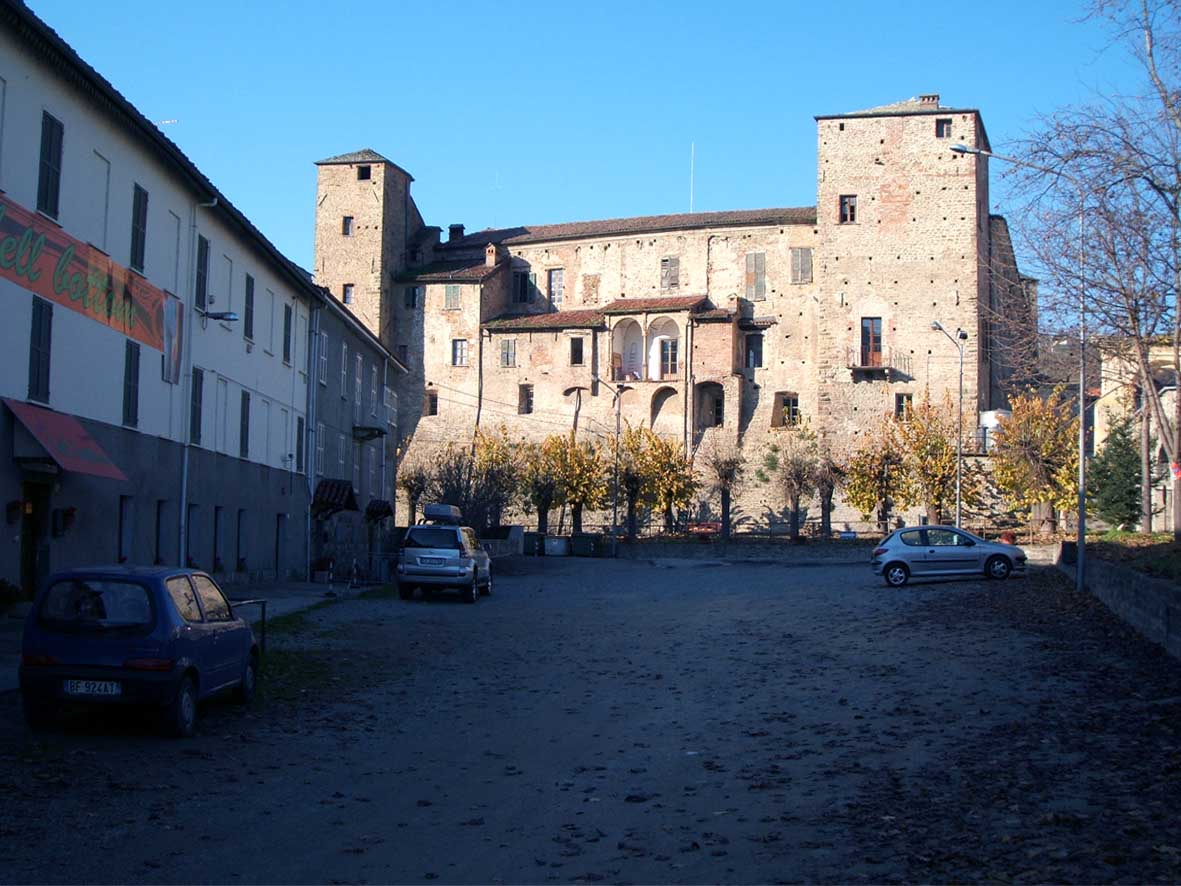
Burg

Monastero Bormida

Monastero Bormida (auf Piemontesisch Monasté an Bormia) ist eine Gemeinde in der italienischen Provinz Asti (AT), Region Piemont.

## Lage und Einwohner
Monastero Bormida liegt am Unterlauf der Bórmida di Millésimo zwischen den Landschaften der Langhe und des Monferrato. die 14 km² große Gemeinde hat 840 Einwohner (Stand 31. Dezember 2023). Die Nachbargemeinden sind Bistagno, Bubbio, Cassinasco, Denice, Loazzolo, Ponti, Roccaverano und Sessame.

## Geschichte
Ungefähr um das Jahr 1050 rief Aleramo, der Markgraf von Monferrato, Benediktinermönche aus der Abtei Fruttuaria in San Benigno Canavese ins Bormidatal, um die Landschaft, nach den Verwüstungen durch die Sarazenen, wieder urbar zu machen. Möglicherweise ließen sich die Mönche an einer Stelle nieder, an der schon ein älteres Kloster und eine antike Ansiedlung bestanden hatte. Das Kloster (ital. monasterio) gab der Ortschaft den Namen. 1393 wurde das Kloster aufgelöst und die Mönche zogen in das Kloster San Bartolomeo in Azzano d’Asti.
Die Adelsfamilie del Carretto übernahm die Klostergebäude und baute sie in eine Burg um. 1484 beanspruchte Sixtus IV. Burg und Dorf für seine Familie, die della Rovere, die die Burg bis ins 19. Jahrhundert behielten.

## Politik
Ambrogio Spiota ist seit 27. Mai 2013 Bürgermeister der Gemeinde.

## Sehenswürdigkeiten
Der Umstand, dass die Burg von Monastero Bormida als einzige in der Provinz Asti nicht auf einem Hügel errichtet wurde, geht auf die Geschichte zurück. Der Bau wurde im 11. Jahrhundert als Kloster am Ufer der Bormida errichtet. Von der Kirche dieser Zeit ist noch der 27 Meter hohe, freistehende Nordturm erhalten, der über einen Rundbogen, der das Kirchenmittelschiff bezeichnet, mit der Burg verbunden ist.
Der Ausbau zu einer repräsentativen Burg und der Abriss der Kirche begann 1394. Der Komplex wurde sowohl in der Renaissance als auch im Barock umgestaltet. Davon zeugen noch Deckengemälde im Inneren. Heute dient die Burg unter anderem als Rathaus.
Im Anschluss an die Burg überspannt eine romanische Bogenbrücke aus dem 12. Jahrhundert, mit einer kleinen Kapelle in der Mitte, den Fluss. Nach dem katastrophalen Hochwasser 1994 wurde sie grundlegend erneuert.

## Kulinarische Spezialitäten
In Monastero Bormida werden Reben für den Dolcetto d’Asti, einen Rotwein mit DOC-Status angebaut. Die Beeren der Rebsorten Spätburgunder und/oder Chardonnay dürfen zum Schaumwein Alta Langa verarbeitet werden. Die Muskateller-Rebe für den Asti Spumante, einen süßen DOCG-Schaumwein mit geringem Alkoholgehalt sowie für den Stillwein Moscato d’Asti wird hier ebenfalls angebaut. Aus der Rebsorte Brachetto wird der liebliche Schaumwein Brachetto d’Acqui hergestellt. In Monastero Bormida werden auch Reben der Sorte Barbera für den Barbera d’Asti, einen Rotwein mit DOCG-Status, sowie den Barbera del Monferrato angebaut.